# J.E. Dunn Construction Group
J.E. Dunn Construction Group is een particulier bouwbedrijf in de Verenigde Staten. In 2011 werd het bedrijf gerangschikt op plek 25 in Engineering News-Records top 400 aannemers. Forbes Magazine meldde dat het de op 186 na grootste privaatrechtelijke onderneming in de staat was in 2010.
JE Dunn heeft zijn hoofdkantoor in het centrum van Kansas City, Missouri . Het bedrijf heeft ook kantoren in: 
- Topeka, Kansas
- Austin, Texas
- Dallas, Texas
- Houston, Texas
- Colorado Springs, Colorado
- Denver, Colorado
- Des Moines, Iowa
- Minneapolis, Minnesota
- Omaha, Nebraska
- Seattle, Washington
- Portland, Oregon
- Nashville, Tennessee
- Charlotte, North Carolina
- Atlanta, Georgia
- Orlando, Florida
- Oklahoma City, Oklahoma
- Williston, North Dakota
- Dickinson, North Dakota

## Geschiedenis
JE Dunn Construction werd opgericht door John Ernest Dunn in 1924 in Kansas City, Missouri. Het bedrijf begon in de jaren negentig uit te breiden naar andere steden.